# 톰 오델
톰 오델(Tom Odell, 1990년 11월 24일 ~ )은 잉글랜드의 젊은 음악가이자 싱어송라이터이다. 2012년에 데뷔 EP Songs from Another Love를 발매했고 2013년 BRITs 크리틱스 초이스 어워드에서 수상했다. 2013년 6월 24일, 데뷔 앨범 Long Way Down 을 발매했다.

## 어린 시절
톰 오델은 잉글랜드 웨스트서식스주 치체스터에서 파일럿인 아버지와 초등학교 교사인 어머니 사이에서 태어났다. 그가 태어나기 전에 톰의 누나는 뉴질랜드에 있었는데 아버지의 직업 때문이였다. 톰은 씨포드 칼리지에서 고전 피아노를 배웠다. 13살 때 작곡을 하기 시작했지만, 본인이 그 시절 작곡한 곡들이 멋지지 않게 느껴져 이에 대해 한마디도 하지 않았다고 한다.
18살 때, 요크 대학교에 진학하는 대신 리버풀에 있는 음악 대학에 다녔다. 톰은 밤마다 하는 오픈 마이크 대회에 참여하곤 했다.